# Gormenghast (trilogia)
Gormenghast è una trilogia di romanzi gotico-fantastici composta da Tito di Gormenghast (1946), Gormenghast (1950) e Via da Gormenghast (1959), tutti scritti da Mervyn Peake. L'autore aveva progettato di continuare la serie, ma ciò gli fu impedito dall'avanzare del morbo di Parkinson, che lo condusse a una morte prematura.

## Genere e stile
La trilogia di Gormenghast è di solito inquadrata nel genere fantasy, nonostante nel corso della storia non compaiano mai alcuni degli elementi che lo caratterizzano, come la magia e la presenza di razze diverse da quella umana. Un'altra classificazione valida potrebbe essere quella che si rifà al luogo in cui si svolge la storia - il castello di Gormenghast appunto - che ha marcate influenze gotiche e surrealiste.
In particolare i primi due romanzi, pur avendo come protagonista Tito de Lamenti, possono essere considerati corali. L'elemento che davvero li accomuna è il luogo in cui le vicende si svolgono. Gormenghast è meno incentrato su un protagonista centrale di molti romanzi: anche se Tito e Ferraguzzo sono spesso considerati i personaggi principali, essi condividono la narrazione con molti degli altri abitanti del castello. In un certo senso, il personaggio principale potrebbe essere visto come la stessa impostazione, con il castello e la struttura sociale di Gormenghast che assumono un ruolo centrale ed unificante nella storia.

## Ambientazione
Gormenghast è una città-castello collocata in una regione remota e isolata, e governata da tempo immemorabile dalla nobile famiglia de Lamenti. Nei romanzi non è mai chiaro se si trovi sulla Terra o in qualche altro mondo. La città prende nome dall'omonimo monte che si staglia a ridosso di essa e che a sua volta contribuisce a isolare il castello dal mondo esterno. Gormenghast è circondata da regioni inospitali. A nord ci sono desolate terre paludose, a sud le paludi grigio sale (e presumibilmente poi l'oceano), ad est sabbie mobili e il mare senza maree, ad ovest pietre e rocce all'infinito.
L'enorme castello di Gormenghast, circondato da possenti mura, è posto al centro della regione e ha un'estensione talmente ampia che molti dei suoi abitanti non si sono mai avventurati al di fuori di esso. Il castello viene descritto nei romanzi come una immensa isola di pietra dove ad est svetta, più alta di tutte le altre, il Torrione delle Selci, abitato da un gran numero di gufi. Fuori dal castello, raggruppate sotto le mura del nord, vi è un miscuglio di abitazioni di fango abitate dagli Scultori radiosi, il cui unico scopo è quello di ritagliare elaborate statue in legno colorato che vengono presentate una volta l'anno alla famiglia de Lamenti in una apposita cerimonia. La vita del castello e dei suoi abitanti è scandita da riti millenari di cui si sono ormai persi origine e significato.

## Trama
L'arco narrativo si sviluppa nel corso di tre romanzi.

### Tito di Gormenghast
La storia inizia con la nascita di Tito, l'erede al trono del Casato de' Lamenti, e termina poco più di un anno più tardi con la sua investitura formale a settantasettesimo Conte di Gormenghast, dopo la prematura e misteriosa morte di suo padre Sepulcrio. In questo primo romanzo Tito è solo un bambino in fasce ed interpreta un ruolo minore. La trama segue quindi gli abitanti del Castello e in particolare racconta l'ascesa al potere di Ferraguzzo, un ragazzo senza passato che, grazie ad astuzie ed inganni, partendo come sguattero in cucina riesce ad assumere un ruolo importante nella vita di Gormenghast. In questo primo volume vengono inoltre narrate le vicende di Fucsia, sorella di Tito, del medico di corte Floristazio, delle due zie paterne di Tito (le contesse Cora e Clarice), del fedele servitore di corte Lisca e del cuoco Sugna. Il libro si conclude con la morte del conte Sepulcrio, settantaseiesimo conte Gormenghast e padre di Tito, reso pazzo dall'incendio che distrugge la sua amata biblioteca.

### Gormenghast
Il secondo libro segue Tito a partire dall'età di sette anni fino ai 17. Come settantasettesimo conte e signore di Gormenghast, Tito deve presidiare lo svolgimento dei rituali del castello, funzione che riesce a sopportare sempre meno. Il suo desiderio di libertà è risvegliato in particolare dalla vista della sua sorella di latte, conosciuta con il solo nome "La Cosa", una bambina selvaggia che vive nei boschi fuori dal castello di Gormenghast e che terrorizza gli Scultori radiosi che abitano le case di fango al di fuori delle mura. Sarà la sua vita fatta di selvaggia libertà a far capire a Tito che è possibile un'esistenza diversa dalla formale rigidità del castello. Nel frattempo, Ferraguzzo continua la sua ascesa al potere uccidendo Barbacane, il Maestro del Rituale, e subentrando al suo posto, ma viene alla fine smascherato e riconosciuto come un traditore e assassino. Nell'ultima parte del romanzo il castello è invaso da un terribile temporale che lo sommerge d'acqua, e in un duello fatto di strategie e guizzi di coraggio Tito uccide Ferraguzzo, guadagnando così la gloria e fama tra i suoi sudditi. Tuttavia, il suo desiderio di lasciare Gormenghast è ormai schiacciante e fugge via dal castello contro il volere di sua madre, rinunciando al trono di Gormenghast.

### Via da Gormenghast
La storia segue Tito mentre viaggia lontano da Gormenghast e trova un mondo futuristico di industriali e tecnologie avanzate (in qualche modo assimilabile al genere steampunk). Questa terza parte della trilogia è meno strutturata delle precedenti, la narrazione è articolata secondo più tracciati, in modo casuale e senza un unico protagonista.

## Personaggi della serie
L'immaginario di Peake è popolato da una vasta schiera di personaggi. Gli abitanti del gigantesco maniero sono tutti grotteschi nelle movenze e nell’aspetto, sia che si tratti dei rappresentanti dell'aristocrazia che dei servitori. Storpi o magrissimi, gobbi o grassi oltre ogni dire, deformi, naneschi, enormi, dotati di nasi sproporzionati e volti equini. Portatori, tutti, nel nome e nell'aspetto, dei segni della propria eccezionalità incisi nella postura e nel fisico. Di seguito i personaggi principali:

### Tito de' Lamenti
Tito è il personaggio principale della serie, assume il titolo di settantasettesimo Conte di Gormenghast dopo la morte di suo padre Sepulcrio mentre è ancora un bambino. Crescendo, Tito svilupperà sentimenti ambivalenti verso la sua casata, restando combattuto tra l'orgoglio del suo lignaggio e il desiderio di fuggire dal castello e le sue tradizioni. Finirà per abbandonare Gormenghast scoprendo un mondo diverso e lontano dove il castello e i suoi abitanti sono sconosciuti.

### Sepulcrio de' Lamenti
Settantaseiesimo conte di Gormenghast, padre di Tito e marito della contessa Gertrude, Sepulcrio è un uomo malinconico che – come Tito - si sente incatenato dai suoi doveri di signore di Gormenghast, anche se a differenza di suo figlio non si è mai posto domande sulla sua condizione né tantomeno ha mai pensato di sfuggirle. La sua unica via di fuga è la lettura.

### La contessa Gertrude
Settantaseiesima contessa di Gormenghast, moglie di Sepulcrio e madre di Tito, Gertrude è un immenso donnone con lunghi capelli rosso intenso che trascorre la maggior parte del suo tempo nelle sue stanze circondata dai suoi amati gatti bianchi e uccelli di ogni tipo. I suoi animali sono l'unica cosa verso cui sembra dimostrare affetto, per il resto si disinteressa quasi completamente della vita del castello. Tuttavia, dopo la morte di suo marito il suo animo cambia, prende consapevolezza del suo ruolo di regnante ed assume il ruolo di leader durante l'allagamento della valle di Gormenghast.

### Fucsia de' Lamenti
Figlia di Sepulcrio e Gertrude e sorella di Tito, Fucsia è una ragazza impaziente e immatura. In un primo momento non accetta la nascita di suo fratello Tito, ma ben presto finirà per sviluppare un legame profondo con lui. Fucsia è la persona con cui Tito svilupperà un legame più profondo e sincero. Fucsia matura anche un legame molto stretto, ma di breve durata, con il padre Sepulcrio, che avrà il suo apice durante l'esplodere della sua pazzia a seguito dell'incendio della biblioteca. In età più matura si avvicinerà sentimentalmente a Ferraguzzo, salvo poi scoprire la sua vera natura malvagia.

### Abiatha Sugna
Capocuoco delle immense cucine del castello. È morbosamente obeso, grasso fino alla mostruosità fisica, e ciononostante forte, agile e furtivo. Ha un carattere autoritario, dispotico, sadico, che lo porta a umiliare e maltrattare i lavoranti delle cucine. Uno dei principali motori del suo agire sono l'odio e la vendetta nei confronti di Lisca, colpevole di avergli fatto uno sgarbo.

### Lisca
È il primo servitore del conte Sepulcrio, fedelissimo nei confronti del casato de' Lamenti e amareggiato della sua attuale decadenza. Magrissimo e dal naso a becco, percepisce il proprio ruolo come massimamente importante e si comporta di conseguenza. Per tutta la seconda parte del primo romanzo la sua attenzione è concentrata su una faida sanguinaria e infine omicida con il capocuoco Sugna. Sarà poi esiliato dai confini del castello dalla contessa Gertrude per aver maltrattato un gatto. Andrà a vivere nei boschi circostanti Gormenghast dove reincontrerà Tito, cresciuto e diventato un ragazzo. Insieme al giovane conte, Lisca rientrerà di nascosto a Gormenghast per aiutare Tito a smascherare i malvagi piani di Ferraguzzo, dal quale verrà infine ucciso.

### Ferraguzzo
Ferraguzzo è animato dalla brama di emergere, di scalare la gerarchia del castello. È un ragazzo alto e magro, dalle spalle ricurve e i capelli chiari e radi. Ha una capacità dialettica e un'intelligenza fuori dal comune, che usa per portare a compimento le proprie trame. Partendo da sguattero nelle cucine, vuole raggiungere il massimo del potere a Gormenghast: scala letteralmente le torri del castello fino a raggiungerne le sommità. Da lì, imbastirà i propri piani di conquista. Vuole aumentare la propria autorità, senza badare alle conseguenze dalle sue azioni. Ottimo mentitore, grande pianificatore, con intelligenza calcolatrice e spietata, Ferraguzzo compie ogni tipo di immoralità (dalla manipolazione all'incendio, dall'avvelenamento all'omicidio) per raggiungere l'obiettivo ultimo: diventare conte. Smascherato, si scontrerà infine con Tito in un combattimento al pugnale.

### Mamma Stoppa
Mamma Stoppa è la nutrice di Fucsia e Tito (per il quale sceglie come balia la borghigiana Keda). È una grassa vecchina che compie le sue poche faccende prive di interesse e passa il proprio tempo a lamentarsi con Fucsia - l'unica che ancora la ascolta e che le vuole bene. Afferma spesso in modo querulo che nessuno riconosce il suo vero valore, che la vita le pone innanzi continui impedimenti, che lei è importante, industriosa e dotata di infinita pazienza. È una vecchia lagnosa, debole, ignorata, che cerca di assumersi molti più meriti di quelli che ha realmente. Viene avvelenata da Ferraguzzo allo scopo di isolare emotivamente Fucsia.

### Alfredo Floristrazio
Il dottor Floristrazio è il medico che risiede in pianta stabile al castello di Gormenghast. Nonostante non sia un nobile, dato il suo status, è l'unico popolano che ha pieno accesso come inviato a tutte le cerimonie. La famiglia de' Lamenti ha infatti massima fiducia in lui e nel suo operato. È un individuo eccentrico, dalla risata acuta e dalle arguzie sempre pronte, che non si fa problemi a riversare su qualsiasi lavorante del castello e persino sulla petulante sorella Irma. A dispetto della sua lingua tagliente, è un uomo estremamente gentile e attento al benessere altrui, l'unico realmente affezionato alla contessina Fucsia, per lui come una figlia. Benché all'inizio possa apparire come un personaggio del comportamento affettato e noncurante, alla lunga si dimostra un uomo intelligente, buono, coraggioso e forte, determinante nella sconfitta di Ferraguzzo.

### Cora e Clarice de' Lamenti
Gemelle identiche, sono le sorelle minori del conte Sepulcrio. Talmente uguali da essere indistinguibili - anche per via dei volti assolutamente inespressivi -, hanno passato gli ultimi lustri vivendo isolate in un'area periferica dell'immenso castello, servite da una vecchia fantesca che le disprezza. Deboli di mente, desiderano più di tutto che la gloria del loro nome venga riconosciuta, cosa che le porta a invidiare e odiare il fratello e soprattutto la cognata, la contessa Gertrude. Manipolate e plagiate da Ferraguzzo, incendiano la biblioteca del castello, causando direttamente la morte di Agrimonio e lo scivolamento nella follia del conte Sepulcrio.

### I borghigiani
Sono gli abitanti del piccolo e malsano borgo che si è sviluppato all'ombra delle pareti e delle rocce del castello. Non sono dediti alla lavorazione della terra, all'allevamento nè in alcun modo alla produzione di cibo, che viene fornito loro direttamente tra gli scarti delle cucine di Gormenghast. L’unica loro attività è quella di intagliare sculture di legno, attività artistica riservata esclusivamente agli uomini e che viene onorata annualmente dal Conte: le opere migliori vengono esposte in una galleria (dimenticata) del castello - tutte le altre sono bruciate. Per questo motivo, la rivalità tra intagliatori sul piano artistico e personale raggiunge livelli di odio e violenza esasperati. Gli abitanti del borgo conservano la grazia e la bellezza della gioventù fino al diciannovesimo anno di età, momento in cui la pelle incartapecorisce e la bruttezza della vecchiaia sopravviene improvvisamente. I borghigiani non nutrono nessun senso di comunità o solidarietà: hanno in comune solo la dipendenza materiale e psicologica dai castellani. Tra i borghigiani spicca il personaggio di Keda la (momentaneamente) bella e giovane vedova del più famoso e vecchio scultore del borgo. Keda viene scelta da Mamma Stoppa come balia per il neonato Tito. Terminata la propria funzione al castello, la ragazza torna al borgo dove viene contesa tra i giovani e abili intagliatori rivali Rantel e Braigon, in un sanguinario triangolo amoroso. Dopo aver tentato di lasciare il borgo e aver partorito una bambina (figlia di Rantel o Braigon), Keda vivrà il resto della sua vita nell'isolamento e nel disprezzo degli altri borghigiani.

### Giuna
Personaggio che compare solo nel terzo libro della trilogia. Dopo lungo peregrinare, persosi, Tito - che ormai ha vent'anni - giunge in una città tecnologica e caotica, ove nessuno ha mai sentito nominare Gormenghast. Qui viene arrestato. Giuna è una bellissima quarantenne divorziata, ricca, alla moda, tormentata, che convince il giudice a scarcerare Tito, impegnandosi come sua garante e sua tutrice. Il giovane va a vivere da lei e presto il loro rapporto evolve in un amore ambiguo, che oscilla fra l'affetto materno e la fisicità sessuale. Soffocato dal rapporto, Tito fuggirà.

## Temi principali
Per quanto diversi tra loro per stile e narrazione, i tre romanzi che compongono la trilogia hanno dei temi comuni costantemente richiamati nel corso della storia e declinati di volta in volta alle esigenze della trama.

### Libertà contro la tradizione
Il topos universale del libero arbitrio contrapposto al dovere sociale e alla tradizione è il tema principale del romanzo. Questo si evolve principalmente attraverso il personaggio centrale del libro, Tito de Lamenti, che anela ad essere libero e seguire il suo corso nella vita, ma è legato a Gormenghast come l'erede al trono della Casa de Lamenti e alle antiche leggi e tradizioni del castello. In misura minore le sue frustrazioni sono condivise da sua sorella Fucsia. La maggior parte degli altri personaggi del libro sono invece apparentemente ignari del mondo esterno, oppure sono fieri sostenitori delle leggi millenarie del castello.